# Wladislaw Borissowitsch Baizajew
Wladislaw Borissowitsch Baizajew (russisch Владислав Борисович Байцаев; * 17. August 1990 in Wladikawkas) ist ein russischer Ringer. Er wurde 2011 Vize-Europameister, gewann 2013 eine Bronzemedaille und wurde 2018 Europameister jeweils im freien Stil im Halbschwergewicht.

## Werdegang
Wladislaw Baizajew stammt aus Nordossetien. Er begann im Alter von acht Jahren 1998 mit dem Ringen. Seit seinen ersten größeren Erfolgen trainiert er in einem Ringerzentrum des russischen Ringerverbandes in Samara. Seine Trainer sind bzw. waren bisher Cesar Rafael Tibilow, G.S. Berischwili und K.H. Zukang. Er ringt ausschließlich im freien Stil und wiegt als Erwachsener bei einer Größe von 1,88 Metern ca. 100 kg, trainiert aber in das Halbschwergewicht (Gewichtslimit 96 kg Körpergewicht) ab.
Seinen ersten internationalen Erfolg heimste er bei der Junioren-Europameisterschaft 2007 (Cadets) in Warschau ein, wo er in der Gewichtsklasse bis 76 kg Körpergewicht den 3. Platz belegte. Den gleichen Platz belegte er auch bei der Junioren-Weltmeisterschaft (Juniors) 2009 in Ankara, wo er u. a. gegen Johannes Kessel aus Deutschland und im Kampf um die Bronzemedaille gegen Alexander Romanow aus Moldawien gewann. Den größten Erfolg in seiner Juniorenzeit feierte er dann im Jahre 2010. In Samokow (Bulgarien) wurde er im Halbschwergewicht vor Changerey Asijatilow aus Aserbaidschan und Alexander Chozianiwski aus der Ukraine Junioren-Weltmeister.
Im Jahre 2011 belegte er beim renommierten Iwan-Jarygin-Memorial in Krasnojarsk im Halbschwergewicht hinter Schamil Achmedow, aber noch vor Georgi Ketojew und Juri Belonowski, alle Russland, den 2. Platz. Offensichtlich hatte er dabei die Offiziellen des russischen Ringerverbandes so überzeugt, dass sie ihn für die Europameisterschaft 2011 in Dortmund nominierten. Er enttäuschte dort keineswegs und erkämpfte Siege über Janko Jakovljevic, Serbien, Hamza Közeoglu, Türkei u. Pawlo Oleynik aus der Ukraine. Im Finale hatte er allerdings gegen den mehrfachen Welt- und Europameister Chetag Gasjumow aus Aserbaidschan keine Chance und unterlag diesem klar.
2012 trat Wladislaw Baizajew international nicht in Erscheinung. Im Januar 2013 feierte er aber beim „Iwan-Yarigin“-Golden-Grand-Prix in Krasnojarsk ein großes Comeback und siegte dort vor Ansor Boltukajew, Abdussalam Gadissow, Juri Belonowski und Chadschimurad Gazalow, also der gesamten russischen Elite in der Halbschwergewichtsklasse. Er gewann dann auch bei der Europameisterschaft 2013 in Tiflis eine Medaille. Mit Siegen über Elisbar Odikadse, Georgien und Chetag Gasjumow, einer Niederlage gegen Kamil Skaskiewicz, Polen und einem Sieg über Imants Lagodskis, Lettland, erkämpfte er sich eine Bronzemedaille.
Danach kam er bei Welt- oder Europameisterschaften nicht mehr zum Einsatz. Im Februar 2014 stand er zusammen mit Juri Belonowski in der russischen Mannschaft, die in Los Angeles den Welt-Cup gewann. Im Oktober 2015 startete er im Schwergewicht bei den Welt-Militär-Spielen im südkoreanischen Mungyeong. Er gewann dort den Titel vor Deng Zhiwei, China, Johannes Kessel, Deutschland und Jafar Shamsnaferi, Iran.
In den Jahren 2016 bis 2018 wechselte er häufig zwischen dem Schwergewicht und dem Halbschwergewicht. Bei der Europameisterschaft 2016 in Riga war er im Schwergewicht am Start, belegte dort aber nur den 12. Platz. Bei der russischen Meisterschaft dieses Jahres ging er im Halbschwergewicht an den Start und belegte hinter Ansor Boltukajew und dem Altmeister Chadschimurad Gazalow den 3. Platz. Mit dieser Platzierung hatte er keine Chance, für die Olympischen Spiele in Rio de Janeiro nominiert zu werden.
Bei der russischen Meisterschaft 2017 belegte Wladislaw Baizajew in der Gewichtsklasse bis 97 kg hinter dem Senkrechtstarter Abdulraschid Sadulajew den 2. Platz. Da Abdulraschid Sadulajew bei der Europameisterschaft 2018 eine Gewichtsklasse tiefer antrat und Wladislaw Baizajew bei mehreren internationalen Turnieren eine sehr gute Form zeigte, wurde er im April 2014 vom russischen Ringer-Verband bei der Europameisterschaft dieses Jahres in Kaspijsk in der Gewichtsklasse bis 98 kg an den Start geschickt. Er rechtfertigte dieses Vertrauen und wurde mit Siegen über Abraham de Jesus Conyedo Ruano, Italien, Elisbar Odikadse, Georgien, Murazi Michelidse, Ukraine und Alexander Huschtin, Belarus, in überlegenem Stil Europameister.

## Internationale Erfolge
| Jahr | Platz | Wettbewerb                                                       | Gewichtskl.  | Ergebnis |
| 2007 | 3.    | Junioren-EM (Cadets) in Warschau                                 | bis 76 kg KG | hinter Ibrahim Bölükbasi, Türkei u. Dato Marsagischwili, Georgien |
| 2009 | 3.    | Junioren-WM (Juniors) in Ankara                                  | Halbschwer   | nach Siegen über Gani Isbagambetow, Kasachstan u. Johannes Kessel, Deutschland, einer Niederlage gegen Arfan Amiri, Iran u. einem Sieg über Alexander Romanow, Moldawien |
| 2010 | 1.    | Junioren-EM (Juniors) in Samokow/Bulgarien                       | Halbschwer   | vor Changerey Asijatikow, Aserbaidschan u. Alexander Chozianiwski, Ukraine u. Fatih Yasarli, Türkei                                                                      |
| 2011 | 2.    | Iwan-Yarygin-Memorial (Golden-Grand-Prix-Turnier) in Krasnojarsk | Halbschwer   | hinter Schamil Achmedow und vor Georgi Ketojew u. Juri Belonowski, alle Russland                                                                                         |
| 2011 | 1.    | Dave-Schultz-Memorial in Colorado Springs                        | Halbschwer   | vor Iwan Jankowski, Belarus, Israel Jose Silva, Mexiko und Tyler Lehmann, USA                                                                                            |
| 2011 | 2.    | EM in Dortmund                                                   | Halbschwer   | nach Siegen über Janko Jakovljevic, Serbien, Hamza Köseoglu, Türkei u. Pawlo Oleynik, Ukraine u. einer Niederlage gegen Chetag Gasjumow, Aserbaidschan                   |
| 2013 | 1.    | „Iwan-Yarigin“-Golden-Grand-Prix in Krasnojarsk                  | Halbschwer   | vor Ansor Boltukajew, Abdussalam Gadissow, Juri Belonowski und Chadschimurat Gazalow, alle Russland                                                                      |
| 2013 | 3.    | EM in Tiflis                                                     | Halbschwer   | nach Siegen über Elisbar Odikadse, Georgien und Chetag Gasjumow, einer Niederlage gegen Kamil Skaskiewicz, Polen und einem Sieg über Imants Lagodskis, Lettland          |
| 2013 | 3.    | „Stepan-Sargisjan“-Memorial in Vanadzor/Armenien                 | Halbschwer   | hinter Saeid Tavakol, Iran und Edgar Janokjan, Armenien, gemeinsam mit Surab Achobadse, Georgien                                                                         |
| 2014 | 7.    | „Iwan-Yarigin“-Memorial in Krasnojarsk                           | Halbschwer   | Sieger: Abdussalam Gadissow, Russland vor Iwan Jankowski, Belarus |
| 2014 | 3.    | „Stepan-Sargisjan“-Memorial in Vanazdor/Armenien                 | Halbschwer   | hinter Elisbar Odikadse und Amir Mohsen Mohammad, Iran |
| 2014 | 2.    | Ramsan-Kadirow-Cup in Grosny/Russland                            | Halbschwer   | hinter Ansor Boltukajew, Russland |
| 2014 | 3.    | Intercontinental-Cup in Chasavjurt/Russland                      | Halbschwer   | hinter Rasul Magomedow und Magomed Ibragimow, beide Russland |
| 2015 | 1.    | Welt-Militär-Spiele in Mungyeong/Südkorea                        | Schwer       | vor Deng Zhiwei, China, Johannes Kessel, Deutschland und Jafar Shamsnaferi, Iran                                                                                         |
| 2016 | 1.    | „Iwan-Yarigin“-Memorial in Krasnojarsk                           | Schwer       | vor Alan Chugajew, Ansor Chrisijew und Baldan Zischipow, alle Russland                                                                                                   |
| 2016 | 12.   | EM in Riga                                                       | Schwer       | Sieger: Geno Petriaschwili, Georgien vor Robert Baran, Polen |
| 2016 | 2.    | Intern. D.A.-Kunajew-Turnier in Taras/Kasachstan                 | Schwer       | vor Muradin Kuschchow und Zibik Maksarow, beide Russland |
| 2017 | 5.    | „Iwan-Yarigin“-Grand-Prix in Krasnojarsk                         | Halbschwer   | hinter Kyle Snyder, USA, Rasul Magomedow, Russland, Hossein Ghorbanali Ramezanianjelodad, Iran und Juri Belonowski, Russland                                             |
| 2017 | 1.    | „Dimitri-Korkin“-Turnier in Jakutsk                              | Schwer       | vor Witali Golojew, Russland und Munchtar Lchagvergerel, Mongolei |
| 2017 | 1.    | Alanien-Turnier in Wladikawkas                                   | Halbschwer   | vor Scharif Scharifow, Aserbaidschan, Alexander Huschtin, Belarus und Juri Belonowski                                                                                    |
| 2018 | 3.    | „Iwam-Yarigin“-Grand-Prix in Krasnojarsk                         | bis 97 kg    | hinter Kyle Snyder und Rasul Magomedow |
| 2018 | 1.    | EM in Kaspijsk                                                   | bis 97 kg    | nach Siegen über Abraham de Jesus Conyedo Ruano, Italien, Elisbar Odikadse, Murazi Michelidse, Ukraine und Alexander Huschtin                                            |

Erläuterungen
- alle Wettbewerbe im freien Stil
- WM = Weltmeisterschaft, EM = Europameisterschaft
- Halbschwergewicht = Gewichtsklasse bis 96 kg (bis 31. Dezember 2013), seit 1. Januar 2014 bis 97 kg; Schwergewicht seit 1. Januar 2014 bis 125 kg Körpergewicht; seit 1. Januar 2018 gilt erneut eine neue Gewichtsklasseneinteilung durch den Ringer-Weltverband UWW. Die Bezeichnung der Gewichtsklassen erfolgt deshalb nur mehr nach der Gewichtsangabe.